# 17, rue Bleue
17, rue Bleue és una pel·lícula francesa escrita i dirigida per Chad Chenouga estrenada el 2001.El guió parteix d'un curtmetratge del propi Chenouga, Rue Bleue, estrenat el 1999.

## Argument
Cinc anys després de la seva marxa d'Algèria el 1967, Adda viu a París amb els seus dos fills i les seves dues germanes. Té una relació romàntica amb un cap que assegura una situació còmoda per a tota la família i que mor sobtadament. Aquest esdeveniment canviarà el seu destí.

## Repartiment
- Lysiane Meis : Adda
- Abdel Halis : Chad, adolescent
- Aimen Ben Ahmed : Samir, adolescent
- Nassim Sakhoui : Chad, infant
- Sofiane Abramovitz : Samir, infant
- Saïda Jawad : Leila
- Rania Meziani : Yasmine

## Reconeixements
Va participar en la secció oficial de la XXII edició de la Mostra de València, on va guanyar els següents premis:
- Premi Pierre Kast al millor guió: Chad Chenouga
- Menció a la millor interpretació femenina: Lysiane Meis